# هيروشي أوكاموتو
هيروشي أوكاموتو (岡本寛志 أوكاموتو هيروشي) هو مؤدي أصوات ياباني ولد في 27 أغسطس 1977 في محافظة نارا.

## أدواره في الأنمي

### مسلسلات أنمي تلفزيونية
- هيرويك إيج - تاكيوس
- دراماتيكال مردر - ألفا 1
- شوغو كارا!! دوكي - أونكاي سوما
- ون بيس - أويمو
- هيروبانك - تايغا شينسيكاي
- دراغون كوليكشن - ريه
- الخيط الذهبي Blue♪Sky - واتارو كانو
- زينوساغا ذي أنيميشن - ليستر

### أنمي الإنترنت
- سينت سيا: سول أوف غولد - غلينبرستي فرودي
- سيلور مون كريستال - موتوكي فوروهاتا

### أوفا أنمي
- سينت سيا: ذا لوست كانفاس - تينيو

## أدواره في ألعاب الفيديو
- الخيط الذهبي 3 - واتارو كانو
- ديجيمون ستوري: سايبر سلوث - ريوتا تاكيه

## وصلات خارجية
- هيروشي أوكاموتو على موقع IMDb (الإنجليزية)
- هيروشي أوكاموتو على موقع ميوزك برينز (الإنجليزية)
- هيروشي أوكاموتو على موقع قاعدة بيانات الفيلم (الإنجليزية)
- هيروشي أوكاموتو على موقع ANN person (الإنجليزية)